# Врхлицкая, Ева
Ева Врхлицкая (настоящая фамилия — Фрида) (чеш. Eva Vrchlická; 6 марта 1888, Прага—18 июля 1969, Прага) — чешская актриса

 театра и кино, журналистка, драматург, поэтесса и писательница. Лауреат Государственной премии Чехословакии (1931). Заслуженный художник (деятель искусств) Чехословакии (1953).

## Биография
Родилась в семье выдающегося чешского поэта, драматурга Ярослава Врхлицкого. Обучалась актерскому мастерству под руководством Эдуарда Вояна и Марии Хюбнер. В 1908 поступила в театр Урания, с 1910 года играла на сцене Национального театра в Брно, в 1911 — перешла в коллектив Национального театра в Праге.

## Роли в кино
С 1919 снималась в кино.
- Yorickova lebka (1919)
- Stavitel chrámu (1920)
- Žena pod křížem (1937)
- Rukavicka (1941)
- Divá Bára (1949) и др.

## Литературное творчество
Была литературным журналистом, автором поэтических сборников, прозы для детей и юношества, мемуаров, фантастических произведений и сценаристом (автор сценария фильма «Kríz u potoka» (1937)).
Переводила с немецкого и русского языков.

## Избранные произведения
- Bílá, červená, modrá (три женских повести, 1921)
- Cestou necestou (книга воспоминаний, 1946)
- Анна пролетарка (пьеса, 1952)
- Dětství s Vrchlickým (1953)
- Básně: Výbor (сборник стихов, 1953)
- Básník s dětmi (стихи, 1956)
- Dětství a mládí s Vrchlickým (1988).